# Margherita Giubilato
Margherita Giubilato (Venezia, 12 ottobre 2000) è una calciatrice italiana, attaccante del Mississippi College Soccer Women.

## Carriera
Margherita Giubilato si avvicina al calcio fin da giovanissima, giocando nella squadra Esordienti mista del Zelarino-Venezia, prima nel ruolo di centrocampista e poi in quello di attaccante fino al 2014. Giunta all'età massima per giocare con i maschietti, si trasferisce allo Ženský-Padova dove continuare l'attività in una squadra interamente femminile. Oltre a giocare con la formazione iscritta al Campionato Primavera, nel corso della stagione  2014-2015 viene inserita in rosa nella squadra titolare e fa il suo debutto in Serie B, secondo livello del campionato italiano femminile di calcio, il 12 aprile 2015, sostituendo al 75' la pari ruolo Claudia Ferrato nell'incontro casalingo vinto per 3-2 sulle avversarie della Reggiana.
Giubilato rimane alla società padovana anche dopo alla sua integrazione nel Padova, assumendone dalla stagione 2015-2016 tenute e colori sociali diventandone de facto la sua sezione femminile. Nelle due stagioni seguenti, entrambe con la squadra iscritta al girone C di Serie B, condivide con le compagne posizioni di alta classica, con la squadra che giunge quarta nel campionato 2015-2016 e terza in quello successivo senza però riuscire a trovare la promozione. In queste due stagioni in tenuta biancorossa Giubilato marca complessivamente 32 presenze siglando 17 reti, in quest'ultimo campionato seconda solo a Ferrato.
Durante il calciomercato estivo 2017 coglie l'occasione offertale dall'AGSM Verona per giocare in Serie A per la prima volta in carriera, venendo inserita in rosa con la squadra titolare dalla stagione entrante. Impiegata dal tecnico Renato Longega già dalla 2ª giornata di campionato, scende in campo al 60' come sostituto di Veronica Pasini nell'incontro in trasferta vinto per 3-2 sulle avversarie del San Zaccaria. Durante la stagione marca complessivamente 6 presenze in campionato.
Con la cessione del titolo sportivo della società al Verona maschile e la creazione della sua sezione femminile iscritta al campionato di Serie A Serie A 2018-2019, Giubilato è tra le atlete rimaste in organico sotto la guida del tecnico Sara Di Filippo per la stagione entrante, venendo da questa impiegata fin dalla 1ª giornata di campionato.
Nell'estate 2019 decide di andare a studiare negli Stati Uniti, dove viene ammessa all'Università del Kansas di Lawrence, continuando a giocare con la squadra universitaria, le Kansas Jayhawks. Dal 2021 passa alla Mississippi College Soccer Women.